# Vieux carré
De Vieux Carré is een IBA official cocktail, gemaakt met roggewhisky, cognac, rode vermout, Bénédictine en Peychaud's bitters. Het staat op de lijst Unforgettables by the IBA.

## Beschrijving
De Vieux Carré bevat roggewhisky, cognac, rode vermout, Bénédictine en Peychaud’s Bitters. Deze worden met ijs in een cocktailmixer gemixt. Deze mix wordt vervolgens gefilterd, wat de Vieux Carré geeft. De drank wordt in een gekoeld cocktailglas geserveerd.

## Geschiedenis
De Vieux Carré werd in de tweede helft van de jaren 1930 uitgevonden door Walter Bergeron, de barman van Carousel Bar in Hotel Monteleone in de French Quarter ('Franse wijk') van New Orleans. De naam van de cocktail is een verwijzing naar de oorspronkelijke naam van de wijk. In 1937 werd reeds over deze cocktail geschreven in de Famous New Orleans Drinks and How to Mix 'Em.